# Peguerillas
Peguerillas es una entidad local menor situada en el límite de los términos municipales de Huelva y Gibraleón,aunque pertenece a las capital. Se encuentra a 6 kilómetros de Gibraleón (por la carretera nacional N-431) y a 5 km de Huelva por la carretera provincial H-30. 
Existió en el lugar un apeadero de la línea ferroviaria Zafra-Huelva y una escuela primaria. En la actualidad, la aldea está prácticamente deshabitada, a no ser por algunas explotaciones agrícolas en las que viven algunos trabajadores. Existe también un polígono industrial y algunas empresas de servicios. Durante la Guerra Civil fue creado un campo de concentración franquista en unos antiguos almacenes de guano, que después fueron talleres de una empresa de autobuses de línea. Los presos allí concentrados provenían mayoritariamente del campo de concentración del Puerto Pesquero de Huelva. Sin servicios de ningún tipo, los presos debían ser conducidos por un camino a la ribera de Nicoba para su aseo. También existió en esa época un almacén de explosivos.

## Toponimia
No se tiene certeza acerca de la denominación de esta entidad local. Por un lado, el nombre Peguerillas podría estar relacionado con el nombre asturiano de la urraca (pega), como quizá también lo estén otros topónimos próximos, tales como El Pego (Gibraleón), Los Pegos (San Silvestre de Guzmán) o Las Pegas (Punta Umbría), y en la vecina provincia sevillana. De hecho, la abundancia de urracas es notable en toda la región. De ser cierta esta procedencia, el nombre podría ser producto de las influencias históricas del noroeste español sobre la parte occidental de Andalucía, causada por el repoblamiento posterior a la conquista cristiana y la inmediata ocupación de esta zona durante el siglo XIII.
El nombre también puede ser un diminutivo de peguera, dado que existe en las proximidades (término de Punta Umbría) un lugar denominado La Peguera. Este término hace referencia a un lugar donde se quema leña de pino para obtener resinas o bien al lugar donde se prepara la pez para marcar al ganado en los procesos de esquilado, actividad que pudo estar relacionado con la ubicación del antiguo apeadero.

## Datos geográficos
En las proximidades se encuentra el Caño de Peguerillas, uno de los brazos en que se divide el río Odiel antes de su llegada a Huelva.

## Economía
Las principales actividades económicas de Peguerillas están ligadas a la presencia del polígono industrial: gasolinera, concesionarios de automóviles, talleres mecánicos, materiales para la construcción, fábricas de alimentos, multicentro comercial, etc. También existen algunas actividades ligadas a la agricultura, como pequeñas huertas y cultivos de fresas.